# Jozef Ondruška
Jozef Ondruška (1935 – 12. května 2004) byl slovenský fotbalový brankář.

## Fotbalová kariéra
Začínal v Jaslovských Bohunicích, za „A“ mužstvo chytal už v 16 letech a je považován za tamější největší fotbalovou osobnost 20. století. V mládí se věnoval též atletice. V československé lize hrál za Spartak Trnava. Gól v lize nedal.

## Ligová bilance
| Ročník                                   | Zápasy | Góly | Klub           |
| ---------------------------------------- | ------ | ---- | -------------- |
| 1. československá fotbalová liga 1959/60 | -      | 0    | Spartak Trnava |
| 1. československá fotbalová liga 1960/61 | -      | 0    | Spartak Trnava |
| 1. československá fotbalová liga 1961/62 | -      | 0    | Spartak Trnava |
| CELKEM                                   | -      | 0    |                |